# 尚州 (辽朝)
尚州，辽朝时设置州。
辽国初年以渤海人的降户设置尚州，大安六年（1090年）《萧裕鲁墓志》记载萧裕鲁在辽兴宗、辽道宗在位时，担任松州、尚州、南山州三州刺史。治所不详，到辽朝后期，尚州依然存在。尚州不辖县。